# Dakar-rally 2019
De Dakar-rally 2019 was de 41e editie van de Dakar-rally, en de elfde in Zuid-Amerika. Deze editie werd geheel in Peru gereden. De rally startte in de hoofdstad Lima, had een rustdag in Arequipa en finishte uiteindelijk weer in Lima.

## Etappes
| Etappe | Datum      | Van                                                        | Naar                                                       |
| ------ | ---------- | ---------------------------------------------------------- | ---------------------------------------------------------- |
| 1      | 7 januari  | Lima                                                       | Pisco                                                      |
| 2      | 8 januari  | Pisco                                                      | San Juan de Marcona                                        |
| 3      | 9 januari  | San Juan de Marcona                                        | Arequipa                                                   |
| 4      | 10 januari | Arequipa                                                   | Tacna (Trucks / Auto's / UTV's) Moquegua (Motoren / Quads) |
| 5      | 11 januari | Tacna (Trucks / Auto's / UTV's) Moquegua (Motoren / Quads) | Arequipa                                                   |
|        | 12 januari | Rustdag in Arequipa                                        | Rustdag in Arequipa                                        |
| 6      | 13 januari | Arequipa                                                   | San Juan de Marcona                                        |
| 7      | 14 januari | San Juan de Marcona                                        | San Juan de Marcona                                        |
| 8      | 15 januari | San Juan de Marcona                                        | Pisco                                                      |
| 9      | 16 januari | Pisco                                                      | Pisco                                                      |
| 10     | 17 januari | Pisco                                                      | Lima                                                       |

## Aantal deelnemers
Onderstaande tabel laat zien hoeveel deelnemers er aan de start stonden, hoeveel er op de rustdag nog over waren, en hoeveel uiteindelijk de eindstreep haalden.
| Moment  | Motoren | Quads | Auto's | Trucks | UTV's | Totaal |
| ------- | ------- | ----- | ------ | ------ | ----- | ------ |
| Start   | 137     | 26    | 97     | 41     | 33    | 334    |
| Rustdag | 95      | 15    | 66     | 18     | 23    | 217    |
| Einde   | 75      | 15    | 56     | 14     | 20    | 180    |

## Uitslagen

### Etappewinnaars
| Etappe | Motoren                     | Quads                            | Auto's                    | Trucks                 | UTV's                                 |
| ------ | --------------------------- | -------------------------------- | ------------------------- | ---------------------- | ------------------------------------- |
| 1      | Joan Barreda Bort Honda     | Nicolás Cavigliasso Yamaha       | Nasser Al-Attiyah Toyota  | Eduard Nikolaev Kamaz  | Reinaldo Varela Can-Am                |
| 2      | Matthias Walkner KTM        | Nicolás Cavigliasso Yamaha       | Sébastien Loeb Peugeot    | Eduard Nikolaev Kamaz  | Francisco López Can-Am                |
| 3      | Xavier De Soultrait Yamaha  | Jeremias Gonzalez Ferioli Yamaha | Stephane Peterhansel Mini | Andrey Karginov Kamaz  | Gerard Farres Guell Can-Am            |
| 4      | Ricky Brabec Honda          | Nicolás Cavigliasso Yamaha       | Nasser Al-Attiyah Toyota  | Andrey Karginov Kamaz  | Sergej Karjakin Can-Am                |
| 5      | Sam Sunderland KTM          | Nicolás Cavigliasso Yamaha       | Sébastien Loeb Peugeot    | Ton van Genugten Iveco | Rodrigo Javier Moreno Piazzoli Can-Am |
| 6      | Pablo Quintanilla Husqvarna | Nicolás Cavigliasso Yamaha       | Sébastien Loeb Peugeot    | Gerard de Rooy Iveco   | Francisco López Contardo Can-Am       |
| 7      | Sam Sunderland KTM          | Nicolás Cavigliasso Yamaha       | Stephane Peterhansel Mini | Gerard de Rooy Iveco   | Francisco López Contardo Can-Am       |
| 8      | Matthias Walkner KTM        | Nicolás Cavigliasso Yamaha       | Sébastien Loeb Peugeot    | Dmitri Sotnikov Kamaz  | Francisco López Contardo Can-Am       |
| 9      | Michael Metge Sherco TVS    | Nicolás Cavigliasso Yamaha       | Nasser Al-Attiyah Toyota  | Eduard Nikolaev Kamaz  | Reinaldo Varela Can-Am                |
| 10     | Toby Price KTM              | Nicolás Cavigliasso Yamaha       | Carlos Sainz Mini         | Ton van Genugten Iveco | Reinaldo Varela Can-Am                |

### Klassementsleiders na elke etappe
| Etappe | Motoren                     | Quads                      | Auto's                    | Trucks                | UTV's                                 |
| ------ | --------------------------- | -------------------------- | ------------------------- | --------------------- | ------------------------------------- |
| 1      | Joan Barreda Bort Honda     | Nicolás Cavligiasso Yamaha | Nasser Al-Attiyah Toyota  | Eduard Nikolaev Kamaz | Reinaldo Varela Can-Am                |
| 2      | Joan Barreda Bort Honda     | Nicolás Cavligiasso Yamaha | Giniel de Villiers Toyota | Eduard Nikolaev Kamaz | Reinaldo Varela Can-Am                |
| 3      | Pablo Quintanilla Husqvarna | Nicolás Cavligiasso Yamaha | Nasser Al-Attiyah Toyota  | Eduard Nikolaev Kamaz | Francisco López Contardo Can-Am       |
| 4      | Ricky Brabec Honda          | Nicolás Cavligiasso Yamaha | Nasser Al-Attiyah Toyota  | Eduard Nikolaev Kamaz | Sergej Karjakin Can-Am                |
| 5      | Ricky Brabec Honda          | Nicolás Cavligiasso Yamaha | Nasser Al-Attiyah Toyota  | Eduard Nikolaev Kamaz | Rodrigo Javier Moreno Piazzoli Can-Am |
| 6      | Pablo Quintanilla Husqvarna | Nicolás Cavligiasso Yamaha | Nasser Al-Attiyah Toyota  | Eduard Nikolaev Kamaz | Gerard Farres Guell Can-Am            |
| 7      | Ricky Brabec Honda          | Nicolás Cavligiasso Yamaha | Nasser Al-Attiyah Toyota  | Eduard Nikolaev Kamaz | Reinaldo Varela Can-Am                |
| 8      | Toby Price KTM              | Nicolás Cavligiasso Yamaha | Nasser Al-Attiyah Toyota  | Dmitri Sotnikov Kamaz | Francisco López Contardo Can-Am       |
| 9      | Toby Price KTM              | Nicolás Cavligiasso Yamaha | Nasser Al-Attiyah Toyota  | Eduard Nikolaev Kamaz | Francisco López Contardo Can-Am       |
| 10     | Toby Price KTM              | Nicolás Cavligiasso Yamaha | Nasser Al-Attiyah Toyota  | Eduard Nikolaev Kamaz | Francisco López Contardo Can-Am       |

### Eindklassement
| Uitslag | Motoren                     | Quads                                | Auto's                             | Trucks                          | UTV's                                     |
| ------- | --------------------------- | ------------------------------------ | ---------------------------------- | ------------------------------- | ----------------------------------------- |
| 1       | Toby Price KTM 33u57'16"    | Nicolás Cavligiasso Yamaha 43u01'54" | Nasser Al-Attiyah Toyota 34u38'14" | Eduard Nikolaev Kamaz 41u01'35" | Francisco López Contardo Can-Am 42u19'05" |
| 2       | Matthias Walkner KTM        | Jeremias Gonzalez Ferioli Yamaha     | Nani Roma Mini                     | Dmitri Sotnikov Kamaz           | Gerard Farres Guell Can-Am                |
| 3       | Sam Sunderland KTM          | Gustavo Gallego Yamaha               | Sébastien Loeb Peugeot             | Gerard de Rooy Iveco            | Reinaldo Varela Can-Am                    |
| 4       | Pablo Quintanilla Husqvarna | Alexandre GiroudYamaha               | Jakub PrzygonskiMini               | Federico Villagra Iveco         | Casey Currie Can-Am                       |
| 5       | Andrew Short Husqvarna      | Manuel Andujar Yamaha                | Cyril Despres Mini                 | Ales Loprais Tatra              | Rodrigo Javier Moreno Piazzoli Can-Am     |